# 1911 en santé et médecine
| Années de la santé et de la médecine : 1908 - 1909 - 1910 - 1911 - 1912 - 1913 - 1914    |
| Décennies de la santé et de la médecine : 1880 - 1890 - 1900 - 1910 - 1920 - 1930 - 1940 |

Cet article présente les faits marquants de l'année 1911 en santé et médecine.

## Événements
- 9 mai : fondation par Ernest Jones à Baltimore de l'Association américaine de psychanalyse (American Psychoanalytic Association).
- 18 mai : le compositeur Gustav Mahler meurt d'une endocardite sur une insuffisance cardiaque.
- 12 octobre : sortie du film Monsieur le docteur Charley est un grand chirurgien, court-métrage burlesque de Julius Szomogyi[1].
- 22-25 octobre : 12e congrès français de médecine, à Lyon, sous la présidence de Joseph Teissier[2].
- Casimir Funk isole la vitamine B1 capable de combattre le béribéri.
- Thomas Hunt Morgan suggère que les gènes sont rangés en ligne dans les chromosomes.
- Dans un ouvrage intitulé Plastic and Cosmetic Surgery[3], Frédéric Kolle (1871-1929), chirurgien américain d'origine allemande, pionnier de la chirurgie plastique, publie les premières photos prises avant et après l'intervention d'un patient opéré pour des raisons esthétiques[4].
- Fondation de la revue Æsculape [5].
- National Insurance Act, loi sur l'assurance maladie souvent considérée comme fondatrice de la Sécurité sociale au Royaume-Uni.
- Fondation de l'entreprise pharmaceutique suédoise Pharmacia[6] .
- Le premier congrès de médecine légale de langue française se tient à Paris[7].
- Fondation à Genève du Syndicat des médecins chirurgiens-dentistes, devenu Association des médecins-dentistes du canton de Genève, puis, par fusion, Association des médecins-dentistes de Genève (AMDG)[8].
- Mettant fin à l'entreprise familiale, Jean X Burchart vend la pharmacie de l'Hôtel-de-Ville de Tallin, en Estonie, plus ancienne officine d'Europe, créée au XVIe siècle par un de ses ancêtres.

## Prix
- Prix Nobel de médecine : Allvar Gullstrand, « pour ses travaux sur les dioptries de l’œil[9]. »

## Naissances
- 14 janvier : Roger O'Meyer (mort en 1987), dentiste français[10].
- 15 janvier : Jean Talairach (mort en 2007), psychiatre et neurochirurgien français, connu pour ses contributions à la cartographie du cerveau[11],[12].
- 23 janvier : Georges Canetti (mort en 1971), médecin et biologiste français, pionnier du traitement de la tuberculose par association d'antibiotiques, découvreur d'une mycobactérie qui porte son nom : Mycobacterium canettii.
- 16 mars : Joseph Mengele (mort en 1979), médecin et anthropologue allemand, officier SS, criminel de guerre.
- 15 mai : Herta Oberheuser (morte en 1978), médecin allemande nazie, condamnée pour crimes de guerre et crimes contre l'humanité.
- 27 mai : Charles Mentzer (mort en 1967), chimiste et pharmacologiste français[13].
- 10 septembre : Louis Christiaens (mort en 1965), médecin français[14].
- 25 septembre : Daniel Morel-Fatio (mort en 1988), chirurgien des hôpitaux de Paris[15].
- 17 octobre : Raymond Latarjet (mort en 1998), biologiste et radiobiologiste français, connu pour ses recherches sur le cycle intracellulaire des virus.
- 31 octobre : Marcel Raynaud (mort en 1974), médecin, biologiste et immunologiste français[16].
- Félix Martí Ibáñez (mort en 1972), psychiatre et homme politique espagnol.
- Paulette Mercier (morte en 2006), pharmacienne, médecin et résistante française.
- Haruchika Noguchi (mort en 1976), concepteur japonais du seitai, médecine non conventionnelle.
- Roger Sylvand (mort en 1995), entrepreneur français, inventeur du traîneau de secours en montagne.
- Luther Leonidas Terry (mort en 1985), chirurgien américain, pionnier de la lutte contre le tabagisme.

## Décès

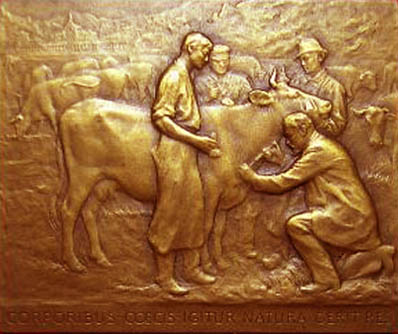
Corporibus caecis igitur natura gerit res
En l'honneur de Saturnin Arloing
1846-1911

- 29 janvier : Claude Martin (né en 1843), dentiste français.
- 3 mars : Alexis Chavanne (né en 1824), homme politique français, médecin du Sénat de 1889 à 1900.
- 21 mars : Saturnin Arloing (né en 1846), vétérinaire français, connu pour ses travaux en anatomie et physiologie.
- 14 avril : le président Schreber (né en 1842), magistrat allemand connu pour son ouvrage autobiographique : Mémoires d'un névropathe, dans lequel il décrit les délires provoqués par la psychose dont il souffrait.
- 30 avril : Arthur Fallot (né en 1850), médecin, français spécialiste de la maladie bleue.
- 17 juin : Aimé Guinard (né en 1856), chirurgien français[18].
- Juillet : Charles Nélaton (né en 1851), chirurgien français[19].
- 16 août : Georges Dieulafoy (né en 1839), médecin français, connu pour ses travaux en pathologie digestive et en particulier sur la sémiologie de l’appendicite[20].
- 12 septembre : Christian Leopold (né en 1846), gynécologue allemand, auteur des « manœuvres de Leopold ».
- 18 octobre : Alfred Binet (né en 1857), psychologue et pédagogue français, concepteur des premiers tests psychométriques.
- 25 novembre : Paul Lafargue (né en 1842), médecin[21], essayiste et homme politique français.
- 20 décembre : Paul Topinard (né en 1830), médecin et anthropologue français.
- 22 décembre : Odilon Lannelongue (né en 1840), chirurgien et homme politique français.
- Charles-Édouard Hocquard (né en 1853), médecin militaire, photographe et explorateur français, connu pour ses photographies d'Indochine et de Madagascar.
- Clovis Thorel (né en 1833), médecin, botaniste et explorateur français.
- François Thioly (né en 1831), chirurgien-dentiste, homme politique, archéologue et alpiniste suisse d'origine française[22].